# تاگون، کوئینزلند
تاگون (به انگلیسی: Tugun) یک حومه شهر در استرالیا است که در گلد کوست واقع شده‌است.